# Noel Levi

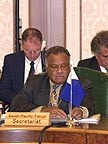
Noel Levi, 2000

Noel Levi (* 6. Februar 1942 in Nonopai, Neuirland, Neuguinea, heute: Papua-Neuguinea) ist ein Politiker und Papua-Neuguinea, der unter anderem zwischen 1980 und 1982 Außenminister sowie von 1998 bis 2004 Generalsekretär des Forums der Pazifikinseln (Pacific Islands Forum) war.

## Leben
Levi wurde 1980 von Premierminister Julius Chan zum Außenminister ernannt und bekleidete dieses Amt bis zum Ende von Chans Amtszeit 1982. 1988 wurde er Botschafter in der Volksrepublik China und verblieb auf diesem Posten bis 1990. Im Anschluss fungierte er zwischen 1991 und 1995 in Personalunion als Hochkommissar im Vereinigten Königreich sowie in Simbabwe und war als solcher zusätzlich als Botschafter in Israel sowie in Ägypten akkreditiert.
Im Februar 1998 wurde Levi als Nachfolger des ehemaligen Präsidenten von Kiribati Ieremia Tabai Generalsekretär des Forums der Pazifikinseln (Pacific Islands Forum). Er bekleidete diese Funktion bis zum 16. Mai 2004 und wurde daraufhin durch den aus Australien stammenden Greg Urwin abgelöst.

## Weblink
- Eintrag in rulers.org